# Leucemia a cellule T dell'adulto
La leucemia delle cellule T dell'adulto (ATLL) è un tipo di leucemia causato dal virus HTLV-1.

## Eziologia
La patologia è di origine virale, dovuta all'HTLV-1, un retrovirus oncogeno facente parte della stessa famiglia di HIV-1 e HIV-2 (Retroviridae).

## Storia clinica
Esso infetta i linfociti CD4+ helper instaurando un'infezione persistente; durante l'infezione stimola la cellula a produrre fattori di crescita che portano ad una trasformazione in senso neoplastico della cellula infettata. Il periodo di latenza, durante il quale il virus si replica all'interno delle cellule della linea T, è parecchio lungo (circa 30 anni); al termine del periodo di latenza si sviluppa la ATLL, che è una neoplasia in cui le cellule T vengono chiamate "cellule a fiore" per il loro aspetto pleomorfo e presentano nuclei lobulati. Essa è accompagnata da ingrossamento linfonodale, ipercalcemia e sovrainfezioni da patogeni opportunisti.

## Prognosi
Ha un andamento molto aggressivo e solitamente la morte sopraggiunge dopo circa un anno dalla manifestazione dei primi sintomi.

## Terapia
Non ci sono terapie note efficaci. Al momento è in corso di studio una terapia a base di Azidotimidina (AZT) abbinata a alfa-interferone che ha dato risultati in un numero limitato di casi.
| Controllo di autorità | LCCN (EN) sh94002377 · GND (DE) 4509988-1 · BNF (FR) cb12157900t (data) · J9U (EN, HE) 987007532451605171 · NDL (EN, JA) 01151369 |